# 卢瓦尔河畔索利尼亚克
卢瓦尔河畔索利尼亚克（法語：Solignac-sur-Loire，法語發音：[sɔliɲak syʁ lwaʁ]）是法国上卢瓦尔省的一个市镇，属于勒皮区。

## 地理
卢瓦尔河畔索利尼亚克（44°58'6"N, 3°53'11"E）面积24 平方千米，位于法国奥弗涅-罗讷-阿尔卑斯大区上盧瓦爾省，该省份为法国中南部省份，北起多姆山省和卢瓦尔省，西接康塔爾省，南至洛泽尔省，东临阿尔代什省。
与卢瓦尔河畔索利尼亚克接壤的市镇（或旧市镇、城区）包括：勒布里尼翁、凯尔、沙德龙、卢瓦尔河畔屈萨克、多莱宗河畔圣克里斯托夫。

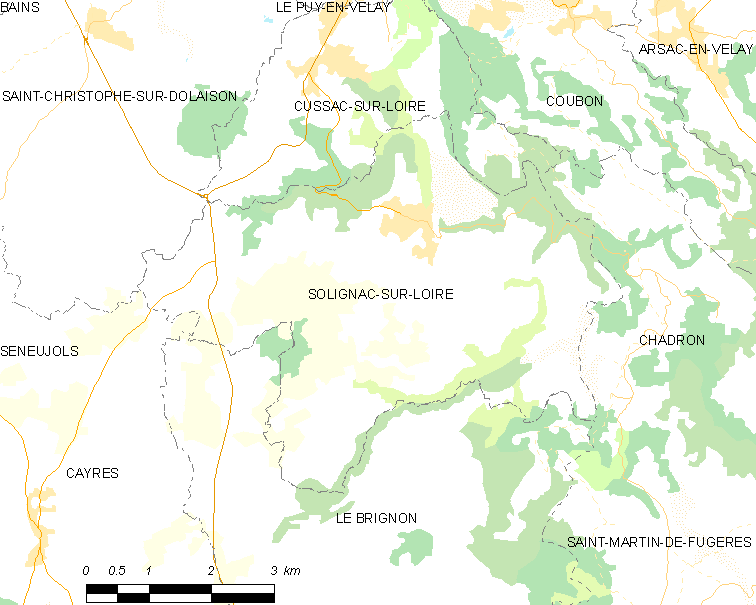
卢瓦尔河畔索利尼亚克的OSM定位图

卢瓦尔河畔索利尼亚克的时区为UTC+01:00、UTC+02:00（夏令时）。

## 行政
卢瓦尔河畔索利尼亚克的邮政编码为43370，INSEE市镇编码为43241。

## 政治
卢瓦尔河畔索利尼亚克所属的省级选区为火山沃莱县。

## 人口

1962-2008年间卢瓦尔河畔索利尼亚克人口变化图示

卢瓦尔河畔索利尼亚克于2022年1月1日时的人口数量为1286人。